# Young and Dangerous: The Prequel
Pour plus de détails, voir Fiche technique et Distribution.
Young and Dangerous: The Prequel (新古惑仔之少年激鬥篇, San goo waak chai ji siu nin gik dau pin) est un film d'action hongkongais réalisé par Andrew Lau et sorti en 1998 à Hong Kong.
Comme son nom l'indique, c'est une préquelle de la série des Young and Dangerous.
L'acteur principal Nicholas Tse, âgé de 17 ans, n'a pas été autorisé à voir le film en salle car celui-ci étant de catégorie III selon la classification cinématographique de Hong Kong, il était interdit aux moins de 18 ans.

## Synopsis
L'histoire de Chan Ho-nam (Nicholas Tse), Chiu le poulet (Sam Lee) et leurs amis qui sont recrutés par Oncle Bee (Ng Chi-hung) et entrent dans la triade Hung Hing.

## Fiche technique
- Titre : Young and Dangerous: The Prequel
- Titre original : 新古惑仔之少年激鬥篇 (San goo waak chai ji siu nin gik dau pin)
- Réalisation : Andrew Lau
- Scénario : Manfred Wong
- Photographie : Andrew Lau
- Montage : Marco Mak
- Musique : Clarence Hui et Ronald Ng
- Production : Manfred Wong et Wong Jing
- Société de production : Golden Harvest et BoB and Partners Co. Ltd. (en)
- Société de distribution : Golden Harvest
- Pays de production :  Hong Kong
- Langue originale : cantonais
- Format : couleur
- Genre : action
- Durée : 117 minutes
- Dates de sortie :
  - Hong Kong : 5 juin 1998

## Distribution
- Nicholas Tse : Chan Ho-nam
- Francis Ng : Kwan le hideux
- Shu Qi : Fei
- Sam Lee : Poulet
- Daniel Wu : Grosse tête
- Sandra Ng : Sœur 13 (caméo)
- Kristy Yang (en) : Yung (caméo)
- Benjamin Yuen (en) : Chau Pei